# Myrne (oblast de Kherson)
Myrne (ukrainien : Мирне, russe : Мирное) est une commune urbaine de l'oblast de Kherson, en Ukraine. Elle compte 1 842 habitants en 2021.